# Shelter (film 2014)
Shelter è un film del 2014 scritto e diretto da Paul Bettany, interpretato da Jennifer Connelly e Anthony Mackie.

## Trama
Tahir, un immigrato illegale dalla Nigeria, e Hannah, un'eroinomane, vivono senza casa per le strade di Manhattan. Tahir, musulmano devoto ed educato con tutti quelli che incontra, sopravvive suonando nei parchi cittadini. Mentre Hannah mente, ruba e vende il proprio corpo per ottenere la sua prossima dose. Quando Tahir salva Hannah da un tentativo di suicidio, i due formano un'amicizia. Nell'anno che segue condividono il loro passato. Tahir confessa di essere stato un terrorista, dopo la morte di sua moglie e suo figlio e scopre che Hannah ha un figlio che vive con il nonno. La loro amicizia si trasforma in amore e Hannah trova la forza di disintossicarsi con l'aiuto di Tahir. Ma Tahir si ammala per le condizioni disagiate di vita a cui sono esposti e alla fine "si unisce" alla moglie e al figlio morti in Nigeria. Ad Hannah non resta che tornare da suo figlio in California con il ricordo nel cuore dell'uomo che l'ha salvata e in cui ha trovato un rifugio e una motivazione per ritornare a vivere.